# Guido Kopp (Widerstandskämpfer)
Guido Kopp (* 17. März 1896 in Ruderting bei Passau, Bayern; † 5. Dezember 1971 in Salzburg, Österreich) war Funktionär der Bayerischen Räterepublik in Rosenheim in Oberbayern, Widerstandskämpfer gegen den Nationalsozialismus und nach 1945 Verleger.

## Leben
Guido Kopp war im November 1918 als Mitglied der KPD Vorsitzender des Soldatenrates von Rosenheim. Im Mai 1919 wurde er wegen Beihilfe zum Verbrechen des Hochverrats von einem Feldgericht zum Tode verurteilt, das Urteil wurde danach in acht Jahre Zuchthaus umgewandelt, welche er von 1919 bis 1927 im Zuchthaus Straubing absaß.
1929 ging er nach Strasshof an der Nordbahn in Österreich und wurde Mitglied der KPÖ. Im Jahr 1934 war er Häftling im Anhaltelager Wöllersdorf und flüchtete dann in die Tschechoslowakei. 1936 ging er von dort nach Spanien, um an der Seite der Republikaner im Spanischen Bürgerkrieg zu kämpfen, ebendort schloss er sich der Anarchistischen Miliz der POUM an.
Im Mai 1937 kehrte er nach Österreich zurück, wurde aber in Salzburg verhaftet und vor dem Anschluss Österreichs an die Gestapo in München ausgeliefert. Nach längeren Verhören wurde er im Juni 1937 in das KZ Dachau überstellt, wo er zur Zermürbung in Einzelhaft in den Bunker gesteckt wurde. Nach vielen Wochen wurde er kurz wieder zur Gestapo in München überstellt, blieb aber bei seinen Verhöraussagen. Danach war er erneut im Bunker im KZ Dachau und wurde im September 1939 in das KZ Buchenwald überstellt und auch dort bis zum Winter 1939 wieder in den Bunker gesteckt. Am 11. April 1945 erlebte er die Befreiung des Konzentrationslagers.
Kopp kehrte nach Salzburg zurück. Im Jahr 1946 gründete er in Salzburg den Ried-Verlag. 1947 erhielt er die österreichische Staatsbürgerschaft.
Kopp war Mitglied im Vorstand der Salzburger Landesgruppe des Österreichischen Friedensrates.

## Publikationen
- Ich aber habe leben müssen ... Die Passion eines Menschen des 20. Jahrhunderts. Unter Genehmigung Nr. 164 der Nachrichtenkontrolle der Militärregierung veröffentlicht, Autobiografie, Ried-Verlag, Salzburg 1946, 371 Seiten.